# Glee Forever!
Glee Forever! è un videogioco per dispositivi mobili sviluppato da KLab Games, scaricabile gratuitamente dall'8 settembre 2015 su App Store e Google Play. L'applicazione è scaricabile su iPhone, iPad, iPod touch e dispositivi Android.
Il gioco è tratto dalla serie televisiva Glee, e si presenta come un videogioco musicale a scorrimento in cui delle note che compariranno sullo schermo, andranno premute a ritmo di alcuni tra i brani più famosi della serie. Nel mese di marzo 2016, kLab ha annunciato la chiusura del gioco, che avverrà il 31 maggio dello stesso anno.

## Modalità di gioco
L'obiettivo del gioco è quello di completare quanti più brani possibili, così da poter salire di livello e ricevere artisti con potenzialità maggiori, che garantiranno punteggi più alti nelle performance. Grazie ad esse, si riceveranno anche i coins, utili per l'acquisto di nuovi personaggi. Sono disponibili tre diverse categorie di gioco:
- Modalità Storia: ripercorre la trama della serie TV, fino alle provinciali della quarta stagione, in 9 capitoli. Ogni capitolo presenta tre brani, più un brano da gara, sbloccabile con un determinato numero di stelle (queste ultime si guadagnano completando i brani principali). La prima stagione è raccolta nei primi due capitoli, la seconda nel terzo, nel quarto e nel quinto, la terza nel sesto, nel settimo e nell'ottavo, e la prima parte della quarta stagione nel nono capitolo.
- Modalità Eventi: la sezione eventi presenta alcuni brani che cambiano ogni giorno, e che offrono la possibilità di vincere ricompense speciali. Oltre a questi, sono presenti le "Gare Mensili", dove viene introdotto un nuovo brano, sbloccabile grazie agli "oggetti evento", presenti nei brani normali, e le "Gare a Punti", ovvero sfide in diretta tra giocatori con brani selezionati casualmente; entrambe le gare hanno l'obiettivo di guadagnare abbastanza punti giocando, così da poter ricevere ricompense esclusive.
- Modalità Assoli: gli assoli sono sbloccabili ricevendo un determinato numero di "stage-up" da ogni personaggio. Esiste un assolo per ogni personaggio, ad esclusione di Sue Sylvester e Kitty Wilde.

## Personaggi
Nel gioco sono presenti 16 tra i personaggi principali della serie, ovvero:
- Rachel Berry
- Finn Hudson
- Quinn Fabray
- Noah Puckerman
- Santana Lopez
- Sam Evans
- Kurt Hummel
- Blaine Anderson
- Brittany Pierce
- Tina Cohen-Chang
- Mike Chang
- Mercedes Jones
- Artie Abrams
- Will Schuester
- Sue Sylvester
- Kitty Wilde (è l'unico personaggio che non possiede carte Common, ma solo Rare, Super Rare ed Ultra Rare)

Ogni personaggio presenta circa 20 carte sbloccabili, che si suddividono in:
- Common: carte comuni, che richiedono soltanto uno stage-up, possiedono una abilità e raggiungono un livello massimo di 210 punti esperienza.
- Rare: carte rare, che richiedono due stage-up, possiedono alcune doti particolari, due abilità e raggiungono un livello massimo di 299 punti esperienza.
- Super Rare: carte molto difficili da trovare, che richiedono tre stage-up, possiedono due abilità e doti particolari alterate, e raggiungono un livello massimo di 400 punti esperienza.
- Ultra Rare: carte estremamente rare, che richiedono tre stage up, possiedono tre abilità e doti particolari molto alterate, e raggiungono un livello massimo di 500 punti esperienza.